# Platycoryne
Platycoryne es un género de orquídeas perteneciente a la subfamilia Orchidoideae.

## Especies dePlatycoryne
A continuación se brinda un listado de las especies del género Platycoryne aceptadas hasta mayo de 2011, ordenadas alfabéticamente. Para cada una se indica el nombre binomial seguido del autor, abreviado según las convenciones y usos y la publicación válida.
1. Platycoryne affinis Summerh., Kew Bull. 13: 61 (1958).
2. Platycoryne alinae Szlach., in Fl. Cameroun 34: 202 (1998).
3. Platycoryne ambigua (Kraenzl.) Summerh., Hooker's Icon. Pl. 33: t. 3239 (1934).
4. Platycoryne brevirostris Summerh., Kew Bull. 13: 68 (1958).
5. Platycoryne buchananiana (Kraenzl.) Rolfe in D.Oliver & auct. suc. (eds.), Fl. Trop. Afr. 7: 257 (1898).
6. Platycoryne crocea Rolfe in D.Oliver & auct. suc. (eds.), Fl. Trop. Afr. 7: 257 (1898).
7. Platycoryne guingangae (Rchb.f.) Rolfe in D.Oliver & auct. suc. (eds.), Fl. Trop. Afr. 7: 258 (1898).
8. Platycoryne isoetifolia P.J.Cribb, Kew Bull. 32: 141 (1977).
9. Platycoryne latipetala Summerh., Kew Bull. 13: 64 (1958).
10. Platycoryne macroceras Summerh., Kew Bull. 13: 66 (1958).
11. Platycoryne mediocris Summerh., Kew Bull. 13: 72 (1958).
12. Platycoryne megalorrhyncha Summerh., Bull. Misc. Inform. Kew 1933: 250 (1933).
13. Platycoryne micrantha Summerh., Kew Bull. 13: 71 (1958).
14. Platycoryne paludosa (Lindl.) Rolfe in D.Oliver & auct. suc. (eds.), Fl. Trop. Afr. 7: 256 (1898).
15. Platycoryne pervillei Rchb.f., Bonplandia (Hannover) 3: 212 (1855).
16. Platycoryne protearum (Rchb.f.) Rolfe in D.Oliver & auct. suc. (eds.), Fl. Trop. Afr. 7: 258 (1898).
17. Platycoryne trilobata Summerh., Kew Bull. 13: 67 (1958).